# Битка за Воден
Битката за Воден (на гръцки: Μάχη της Έδεσσας) е сражение от Гръцката гражданска война в Гърция, неуспешен опит на Демократичната армия на Гърция да отнеме македонския град Воден (Едеса) от правителствените войски.

## Сражение
В средата на декември 1948 година X дивизия на ЕЛАС с военен командир Йоргос Гусиас и политически комисар Никос Белоянис прави поход от Вич към Воден. На 22 декември настъпва към града. Тежки сражения се водят при моста Халима. Дивизията се оттегля с тежки загуби. На 29 – 30 декември прави опит да овладее Съботско.